# Bziny
Bziny és un poble i municipi d'Eslovàquia que es troba a la regió de Žilina, al centre-nord del país.

## Història
La primera menció de què data el poble és del 1343. Després apareixia com que pertanyia a la ciutat d'Orava. El 1796 el llibre de geografia nacional el classificà com un poble de segona classe. Segons el cens del 1910 hi havia 311 persones (majoritàriament eslovacs). Fins al Tractat del Trianon la vila pertanyia al Regne d'Hongria, al comtat d'Árva; després passà a Txecoslovàquia, al districte de Námestovo, i finalment el 1993 a Eslovàquia.

## Demografia
| Godina             | 1994 | 2004    | 2014   | 2024   |
| ------------------ | ---- | ------- | ------ | ------ |
| Nombre de persones | 417  | 529     | 562    | 598    |
| Diferència         |      | +26,85% | +6,23% | +6,40% |

| Godina             | 2023 | 2024   |
| ------------------ | ---- | ------ |
| Nombre de persones | 591  | 598    |
| Diferència         |      | +1,18% |